# سلالة عيلام
السلالة العيلامية، والمعروفة أيضًا باسم السلالة البابلية السابعة، كانت سلالة قصيرة العمر من أصل عيلامي حكمت من مدينة بابل في أوائل القرن العاشر قبل الميلاد. كان الحاكم الأول والوحيد لهذه السلالة هو مار بيتي أبلا أوصر.

## التاريخ

كانت لبابل وعيلام، بحلول وقت السلالة العيلامية، تاريخ طويل من الاتصالات. فقد تورطوا عدة مرات في الزواج الملكي المختلط، خاصة في فترة الكاشيين. يمكن التعرف على الأميرة البابلية التي تزوجها أونتاش نابيريشا (وهو نفسه ابن أميرة كاشية) مع نابير-آسو، التي تمثالها البرونزي موجود الآن في متحف اللوفر.

تأسست السلالة البابلية السابعة، والمعروفة أيضًا باسم السلالة العيلامية، حوالي عام 980 قبل الميلاد. كانت الثالثة في سلسلة من السلالات البابلية قصيرة العمر جدًا، وهي سلالة أرض البحر الثانية، وسلالة بازي، والسلالة العيلامية. كان حاكمها الأول والوحيد هو العيلامي مار بيتي أبلا أوصر. كان اسمه الملكي أكديًا، وهي اللغة التي كانت تُتحدث في بابل في ذلك الوقت. ومع ذلك، نظرًا لأنه لا يُعرف عن أي حكام من عيلام حملوا ألقابًا أكدية (على الرغم من أن Mār-bīti-apla-uṣur كان اسمه البابلي، وتزامن حكمه مع فترة فراغ في التاريخ السياسي العيلامي)، فقد جادل برينكمان بأنه ربما لم يكن هو نفسه من عيلام، ولا السليل الأبوي لعيلامي، بل كان بابليًا له سلف عيلامي (ربما ملك).

### سقوط السلالة
ربما عانى عهد السلالة من غارات الآراميين، وربما بسبب ذلك تم تعليق مهرجان أكيتو. بعد وفاته، دُفن الحاكم الوحيد للسلالة، مار-بيتي-أبلا-أوصر، في قصر سرجون بصفته "ملكًا شرعيًا". يعتمد هذا التوصيف على تفسير ina É-GAL LUGAL(-)GI.NA qé.bir، مما يشير إلى دفن مناسب لملك شرعي.

## قائمة ملوك السلالة العيلامية
| الاسم                                 | فترة الحكم                 | التسلسل والملاحظات             | مرجع   |
| مار بيتي أبلا أوصر Mār-bīti-apla-uṣur | ق. 980 – 975 ق.م (6 سنوات) | العضو الأول والأخير في السلالة | [ 11 ] |